# 密蔵院 (大田区)
密蔵院（みつぞういん）は、東京都大田区にある真言宗智山派の寺院。

## 概要
創建年代は不明である。ただ鎌倉時代に前身となる観音堂は創建されている。永正年間（1504年～1521年）に地元有力者の森家の菩提寺として創建された。森家が立てたことから「森立寺」と呼ばれている。慶長年間（1596年～1615年）に火災に遭ったが、森家によって再建された。
寺には、7体の観音菩薩像があるが、新田義興の怨霊が、自分を殺した江戸遠江守（江戸長門と比定される）めがけて落とそうとした雷を防いだという逸話から「雷止観音」と呼ばれている。

## 交通アクセス
- 沼部駅より徒歩3分。